# Vladimír Dedeček

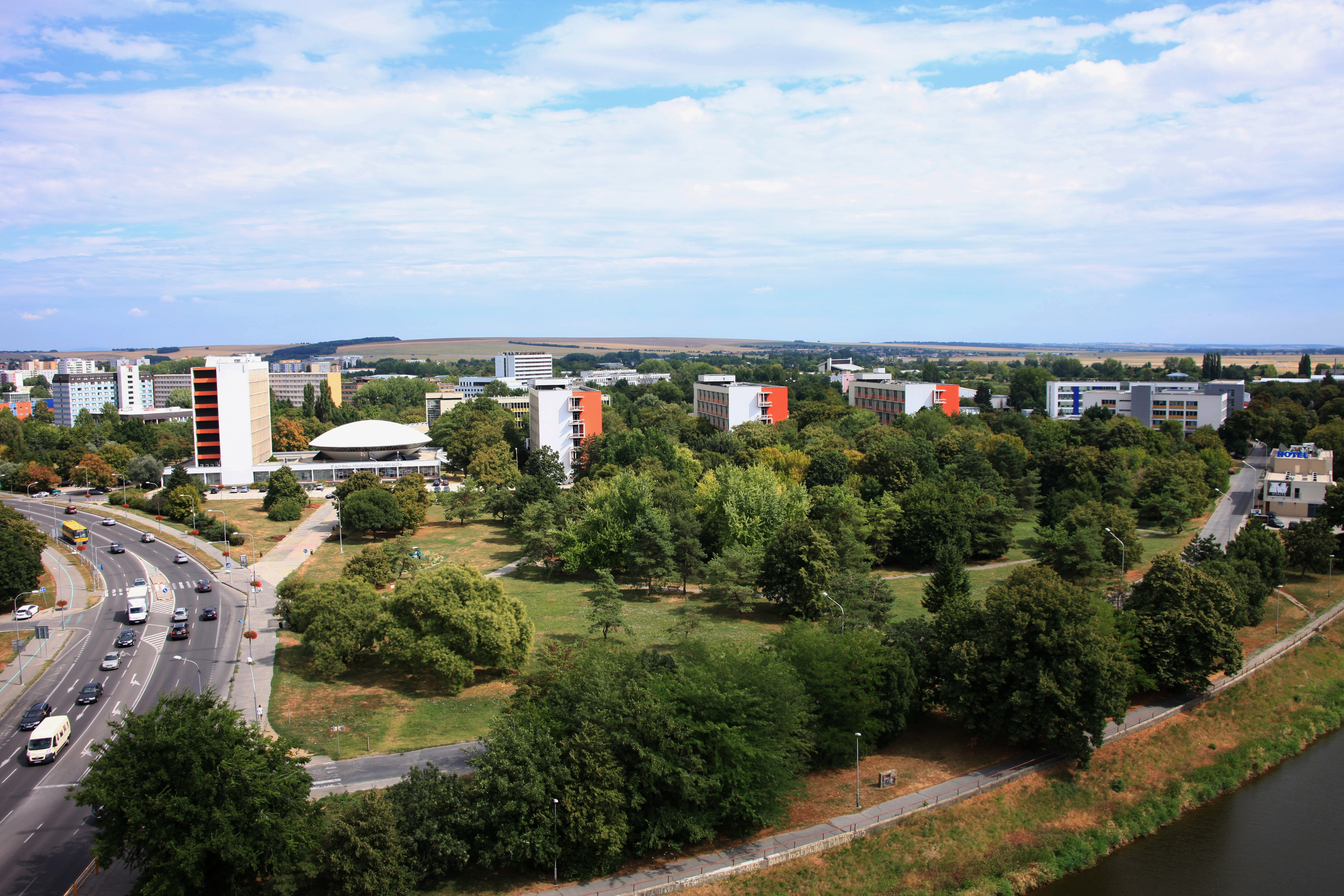
Landwirtschaftliche Universität Nitra

Vladimír Dedeček (* 26. Mai 1929 in Turčiansky Svätý Martin, Tschechoslowakei; † 29. April 2020) war ein slowakischer Architekt. Er gilt als einer der wichtigsten Vertreter der slowakischen Nachkriegsarchitektur.

## Leben
Vladimír Dedeček graduierte 1953 an der Fakultät für Architektur der Slowakischen Technischen Universität, wo er insbesondere bei Emil Belluš und Vladimír Karfík studierte. Von 1953 bis 1955 war er zunächst für Bratislava Stavoprojekt tätig bei der Errichtung von Schulgebäuden und deren städtebaulicher Integration. 1955 eröffnete er ein eigenes Büro. In der Folge erhielt er auch wichtige offizielle Aufträge für Kultur- und Staatsbauten der sozialistischen Moderne. Ausgehend vom Funktionalismus sind manche späteren Werke auch dem Brutalismus zuzuordnen. 
Sein regionaler Tätigkeitsschwerpunkt lag in Bratislava. Als eines seiner Hauptwerke gilt das Slowakische Nationalarchiv. 2015 wurde er mit dem Emil-Beluš-Preis für sein Lebenswerk von der Slowakischen Architektenkammer ausgezeichnet. 2018 erschien eine umfassende Monografie über Vladimír Dedeček: „Interpretations of his Architecture“.

## Bauten (Auswahl)
- vor 1960: Typenschulpavillons für Bratislava
- 1960–1966: Slowakische Landwirtschaftliche Universität Nitra
- 1961–1967: Handelsakademie in Bratislava
- 1967–1979: Slowakische Nationalgalerie in Bratislava
- 1969–1977: Studentenwohnheime in Bratislava
- 1972–1983: Slowakisches Nationalarchiv in Bratislava
- 1976–1984: Bauten für die Technische Universität Zvolen
- 1978: Fakultäten für Naturwissenschaften der SVŠT in Bratislava
- 1986: Kultur- und Sportpalast in Ostrava
- Kulturhaus in Bratislava-Dúbravka

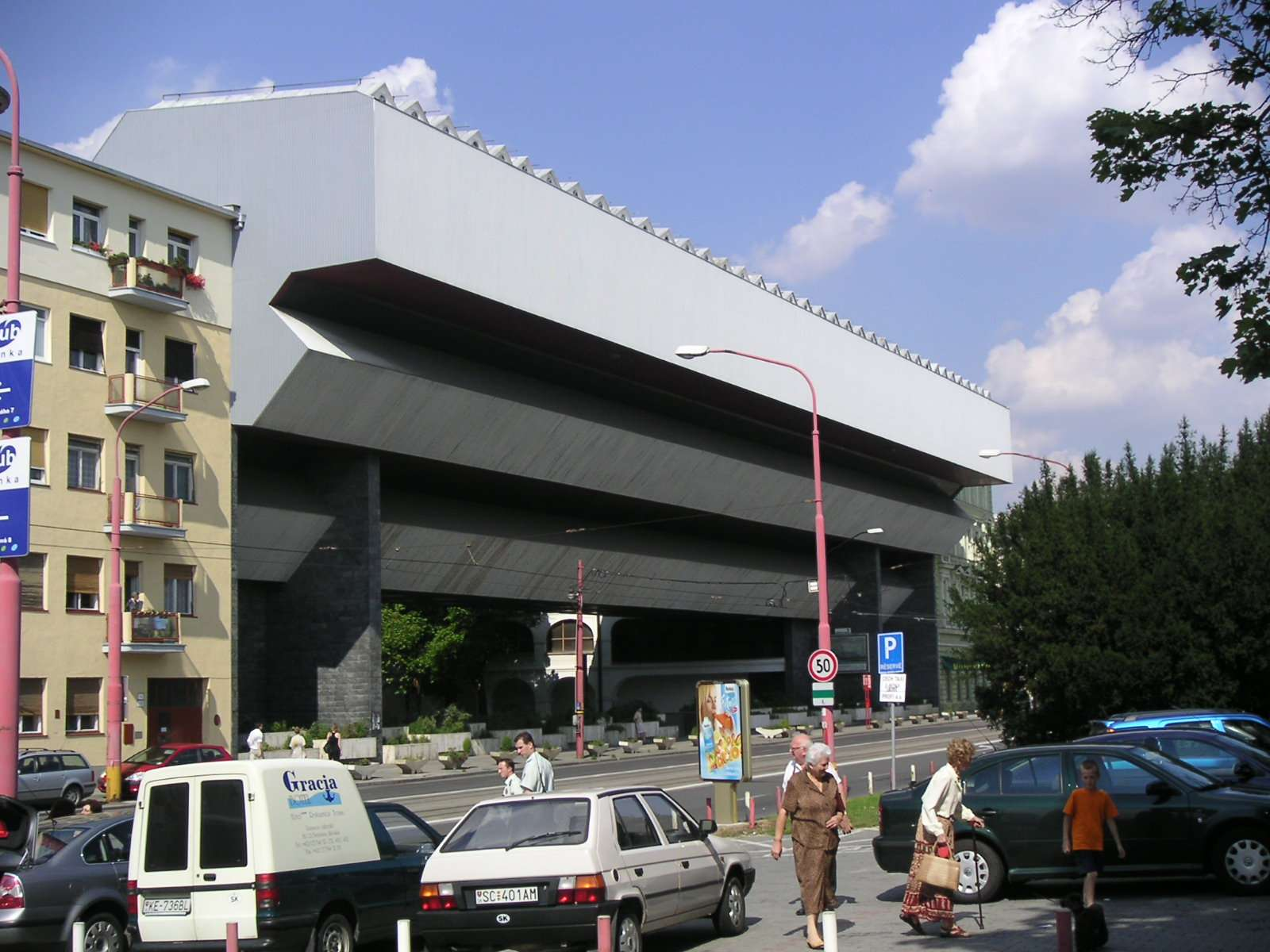
Slowakische Nationalgalerie (Neubau)
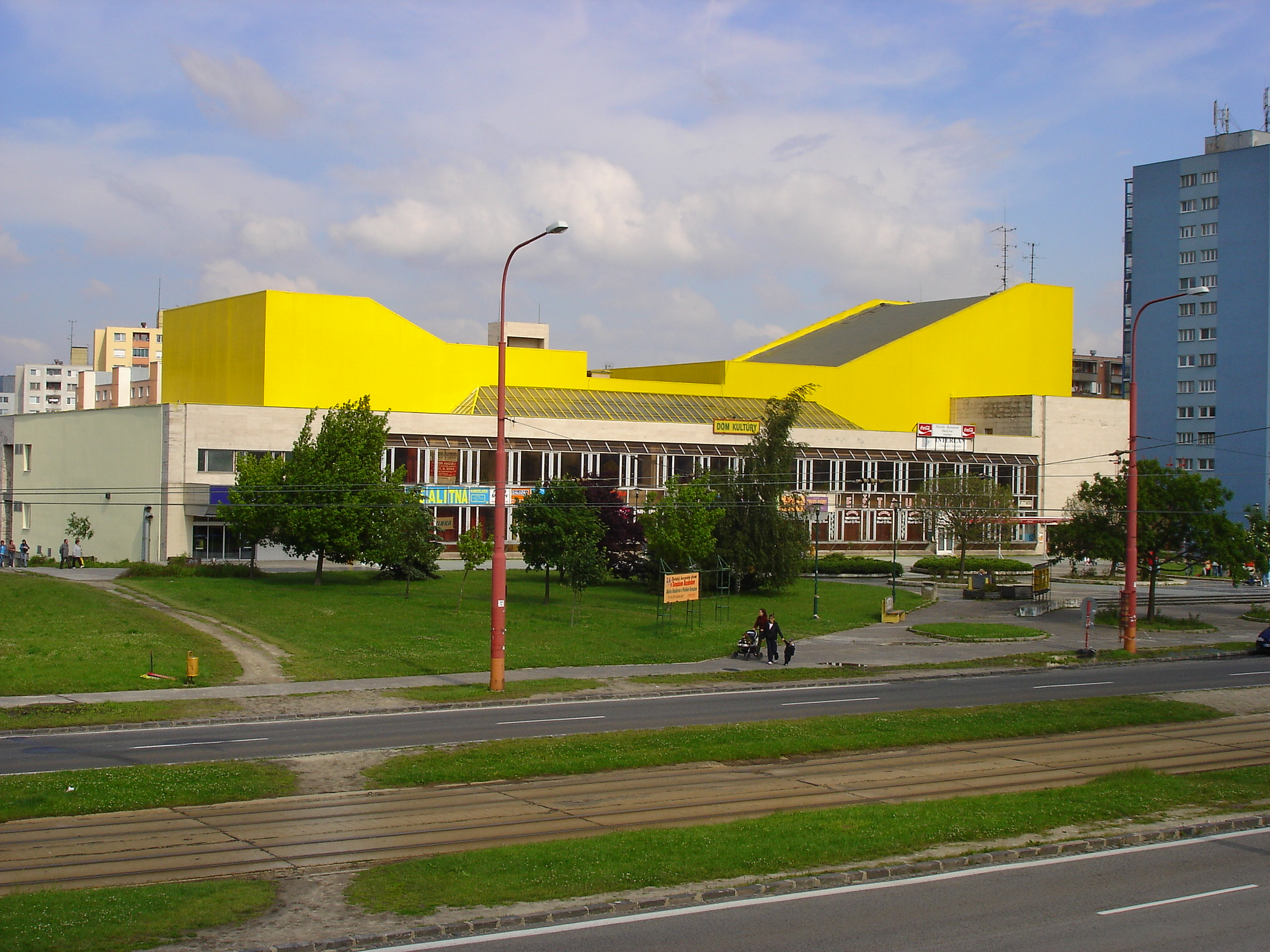
Kulturhaus Dúbravka
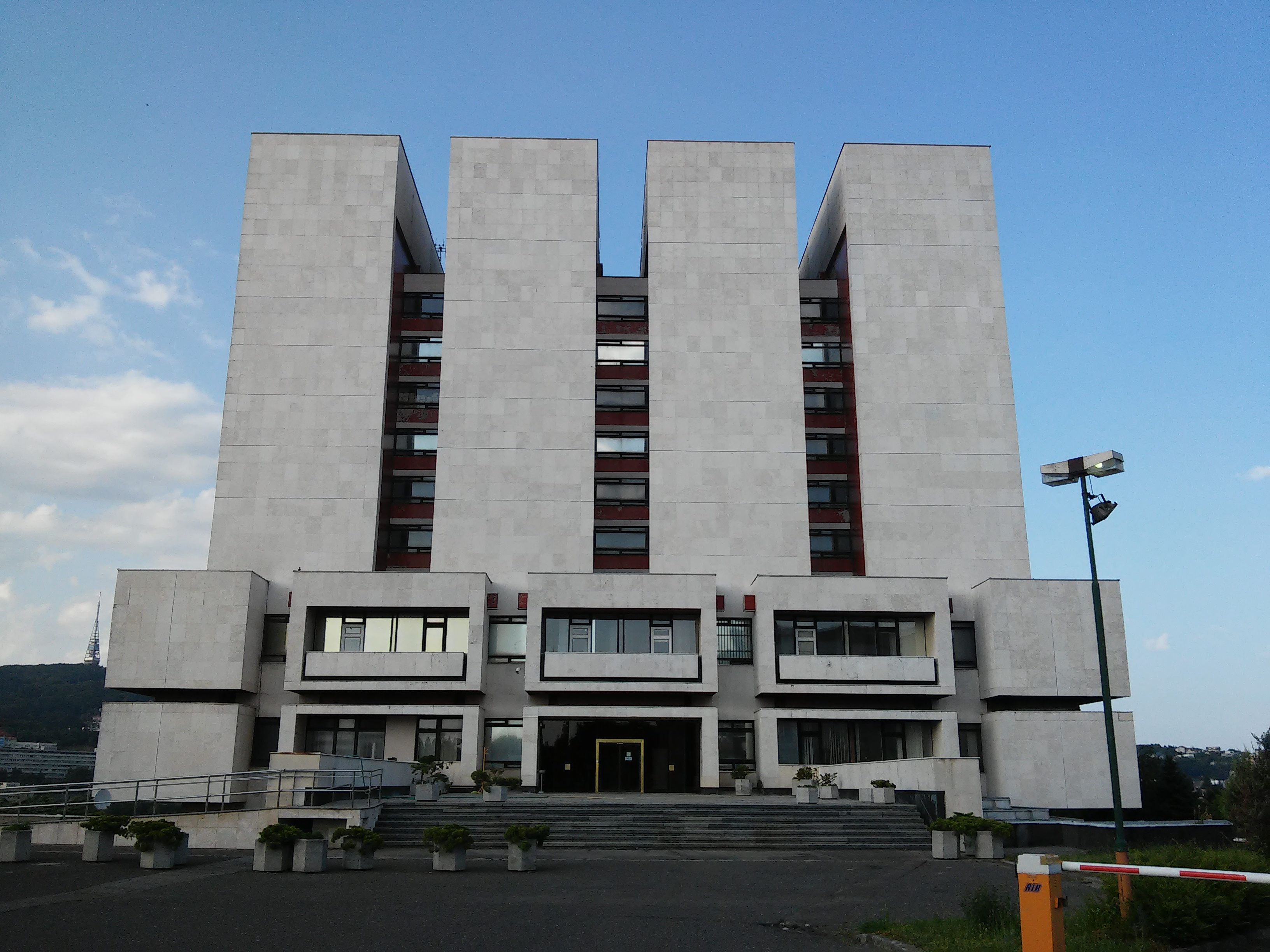
Slowakisches Nationalarchiv
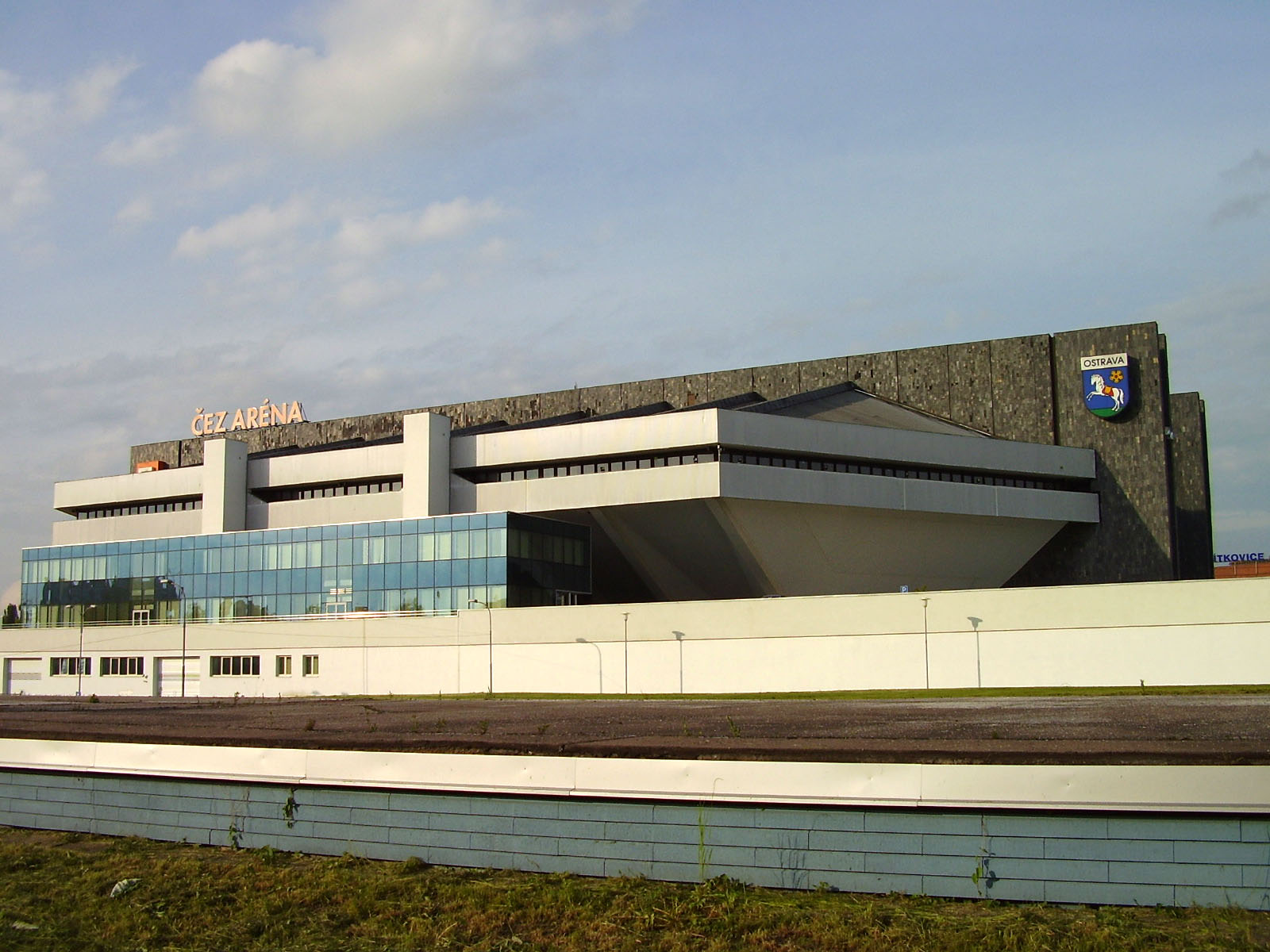
Sportpalast Ostrau